# Stückzins
Stückzinsen (schweizerisch: Marchzins) sind bei Anleihen die Zinsen zwischen zwei Zinsterminen, die sich Käufer und Verkäufer untereinander aufteilen müssen.

## Allgemeines
Festverzinsliche Wertpapiere tragen Kupons, die zu einem Bogen zusammengefasst sind. Diese Kupons verkörpern den Zinsanspruch, den der Inhaber des Wertpapiers am Zinstermin gegen den Schuldner der Anleihe hat. War der Inhaber während des gesamten Zinszeitraums Rechtsinhaber der Anleihe, stehen ihm die Zinsen vollständig zu. Hat jedoch während des Zinszeitraums der Rechtsinhaber der Anleihe etwa durch Verkauf gewechselt, sind die Zinsen zeitanteilig zwischen Verkäufer und Käufer als Stückzinsen aufzuteilen. Da jedoch der jeweilige Inhaber der Anleihe am Zinstermin den Zins für den gesamten Zinszeitraum erhält, muss er dem Verkäufer die Zinsanteile vom Beginn des Zinstermins bis zum Erwerbszeitpunkt vergüten. Das geschieht sofort beim Kauf dieser Anleihe durch Zuschlag des Zinsanteils zum Kurswert, so dass die Stückzinsen vom Käufer bereits zum Kaufzeitpunkt an den Verkäufer entrichtet werden und der Käufer am Zinstermin den vollen Zinsbetrag ausgezahlt erhält.  

## ex Kupon – cum Kupon
Anleihen können auf zwei Arten an der Börse notiert sein:
- ex Kupon – dann enthält der Anleihenkurs keinen Kuponanteil (auch „clean price“). Anleihen sind meist ex Kupon notiert, um unnötige Kursschwankungen zu vermeiden, die lediglich aus der Stückzinsenproblematik resultieren.
- cum Kupon – dann ist der seit der letzten Kuponauszahlung aufgelaufene Anteil des Kupons im Kurswert der Anleihe enthalten. Am Tag der Auszahlung des Kupons gibt es dann einen Kursabschlag (auch „dirty price“). Diese Art wird auch als „flat“-Notierung bezeichnet. Genussscheine (eine Mischform von Anleihe und Aktie) sowie Aktien und alle anderen Wertpapiere werden cum Kupon notiert, sofern diese überhaupt einen Kupon vorweisen. Keinen Kupon weisen z. B. Zerobonds auf (Anleihen ohne Zinszahlung) oder auch spezielle Derivate (Zertifikate, Optionsscheine etc.).

## Berechnung
Beim Kauf einer Anleihe ist dem Vorbesitzer nicht nur der Kurswert, sondern auch dessen Anteil am Kupon (dem Zinsertrag des Wertpapiers von der letzten Zinszahlung bis zur Wertstellung des Kaufs) zu bezahlen.
Beispiel
Der Kauf der Anleihe erfolgt am 20. Januar, die Wertstellung am 22. Januar. Der letzte Zinstermin war der 10. Januar.
Es werden Zinsen für 22 − 10 = 12 Zinstage berechnet.
Der Verkäufer hat diesen Anspruch wirtschaftlich und rechtlich bereits erworben, da er die Anleihe im Beispiel bereits zwölf Tage gehalten hat. Der Käufer der Anleihe wird die volle Zinszahlung durch den Emittenten am nächsten Zinstermin aber vollständig vereinnahmen. Durch die Zahlung der Stückzinsen ist der anteilige Zinsanspruch des Verkäufers abgegolten.
Bei der Berechnung kommt folgende Formel zur Anwendung:
{\displaystyle {\text{Stückzins}}={\frac {{\text{Nominalwert}}\cdot {\text{Zinssatz}}\cdot {\text{Zinstage}}}{360}}}
Hierbei ist 360 der Ansatz für die Tage des Gesamtjahres; bei englischer Zinsberechnungsmethode werden 365 oder 366 Tage angesetzt.
Werden beispielsweise nominal 10.000 Euro einer Anleihe mit einem Nominalzins von 3,5 % ge-(ver)kauft, so werden nach obiger Formel für die 12 Zinstage
10000 × 3,5 % × 12 : 360 = 11,67 €
an Stückzinsen berechnet.

### Sonderformen
Es existieren auch Sonderformen von Anleihen, bei denen keine Stückzinsen berechnet werden. Zudem werden bei einigen Anleihen kurz vor einem Zinstermin negative Stückzinsen berechnet, weil der Verkäufer die nächste Zinsgutschrift noch erhält.

## Stückzinsen bei der Bewertung von Anleihen
Möchte man den fairen Preis einer Plain-Vanilla-Anleihe, deren Restlaufzeit nicht auf volle Jahre lautet, anhand der Barwertmethode ermitteln, ist dies entsprechend bei der Diskontierung zu berücksichtigen:
{\displaystyle P=\sum _{t=1}^{n}{\frac {K}{(1+r)^{v}(1+r)^{t-1}}}+{\frac {M}{(1+r)^{v}(1+r)^{n-1}}}-S},
wobei
- {\displaystyle P} der Preis der Anleihe in Euro (Barwert),
- {\displaystyle n} die Anzahl der Perioden,
- {\displaystyle r} der Zinssatz,
- {\displaystyle K} der Kupon,
- {\displaystyle M} die Zahlung bei Endfälligkeit (Nominalwert),
- {\displaystyle v} die Tage bis zur nächsten Kuponzahlung / 360,
- {\displaystyle t} die Periode, in der die Zahlung zufließt und
- {\displaystyle S} die Stückzinsen sind.

## Steuerliche Behandlung der Stückzinsen
Stückzinsen stellen in Deutschland einen Teil des Veräußerungserlöses gemäß § 20 Abs. 2 Nr. 7 EStG dar, in der Schweiz gelten die Marchzinsen als steuerfreier Kapitalgewinn, weil sie nicht vom Schuldner der Anleihe, sondern von einer Drittperson bezahlt werden (Art. 16 Abs. 3 DBG). 
Die von einem Bankkunden während eines Kalenderjahrs erhaltenen oder gezahlten Stückzinsen fließen in einen Stückzinstopf, ein Unterkonto des Wertpapierdepots.
In Österreich sind sie gemäß § 27a Abs. 3 Nr. 2a EStG beim Verkäufer ein Teil der Einkünfte aus Kapitalvermögen, beim Käufer Teil der Anschaffungskosten.